# Wonder World Tour
 (octobre 2016).
Si vous disposez d'ouvrages ou d'articles de référence ou si vous connaissez des sites web de qualité traitant du thème abordé ici, merci de compléter l'article en donnant les références utiles à sa vérifiabilité et en les liant à la section « Notes et références ».
Tournées par Miley Cyrus
Best of Both Worlds Tour Gypsy Heart Tour
Le Wonder World Tour est un tournée de concerts par la chanteuse et actrice Miley Cyrus. C'est sa deuxième tournée et la première à être dans le monde entier et ne pas inclure son alter ego Hannah Montana.
Présentée par Wal-Mart et promue par AEG Live, la tournée a eu lieu aux États-Unis et au Royaume-Uni.
La set list des concerts comprend son premier album Hannah Montana 2: Meet Miley Cyrus, son deuxième album Breakout, la BO de Hannah Montana: Le Film et son dernier album The Time of Our Lives. Miley Cyrus voulait une tournée plus « sauvage » et « folle » que pour Best of Both Worlds Tour. Elle voulait faire une tournée plus mûre qui soit plus accessible à tous les publics.
Après son coup d'envoi en septembre, la tournée a obtenu plus de 67,1 millions de dollars au box-office avec un total de 45 spectacles signalés par AEG Live, le promoteur de tournée.

## Historique

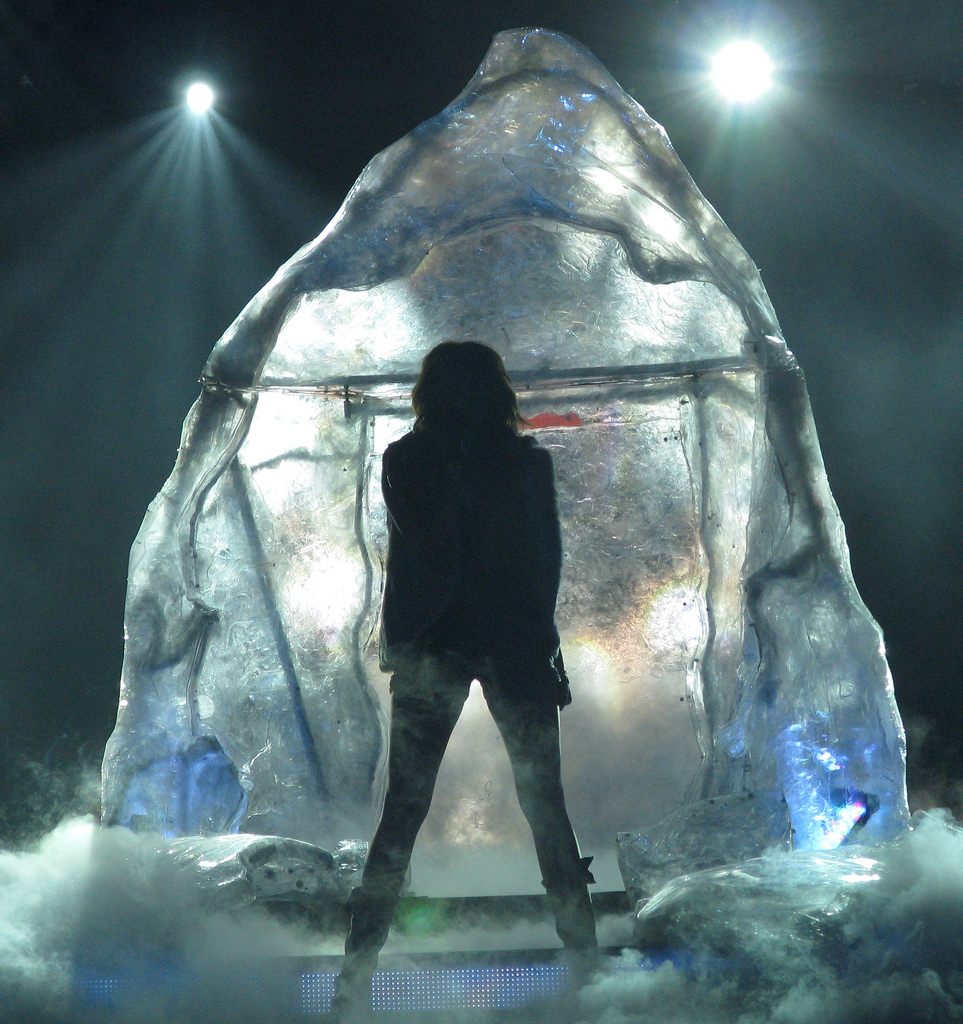
Miley Cyrus au début d'un concert avec la chanson Breakout.

Le 3 juin 2009, la tournée a été officiellement annoncée par différents points de vente officiels, Wal-Mart, AEG Live, et par son fan-club officiel MileyWorld. Au début, la tournée a été seulement prévue aux États-Unis. Puis plusieurs autres dates ont été annoncées le 5 juin, y compris des concerts au Royaume-Uni. Afin d'éviter les problèmes liés à la vente des billets qui se sont produits au cours de la tournée Best of Both Worlds Tour, les organisateurs de la tournée ont expérimenté une méthode de vente de billets, qui a d'abord été testé par AC/DC dans leur Black Ice World Tour. Selon un communiqué de presse, tous les billets ont été vendus exclusivement par l'entremise de livraison Paperless Ticket ce qui signifie que les fans n'ont pas reçu un billet de concert physique. Les acheteurs de billets étaient tenus de se fournir de la carte de crédit utilisée pour effectuer l'achat et d'une photo d'identité à la salle de concert afin d'obtenir l'entrée.Un dollar de chaque billet de la tournée est allé au profit de la City of Hope Foundation, qui aide dans la lutte contre le cancer.

## Critiques

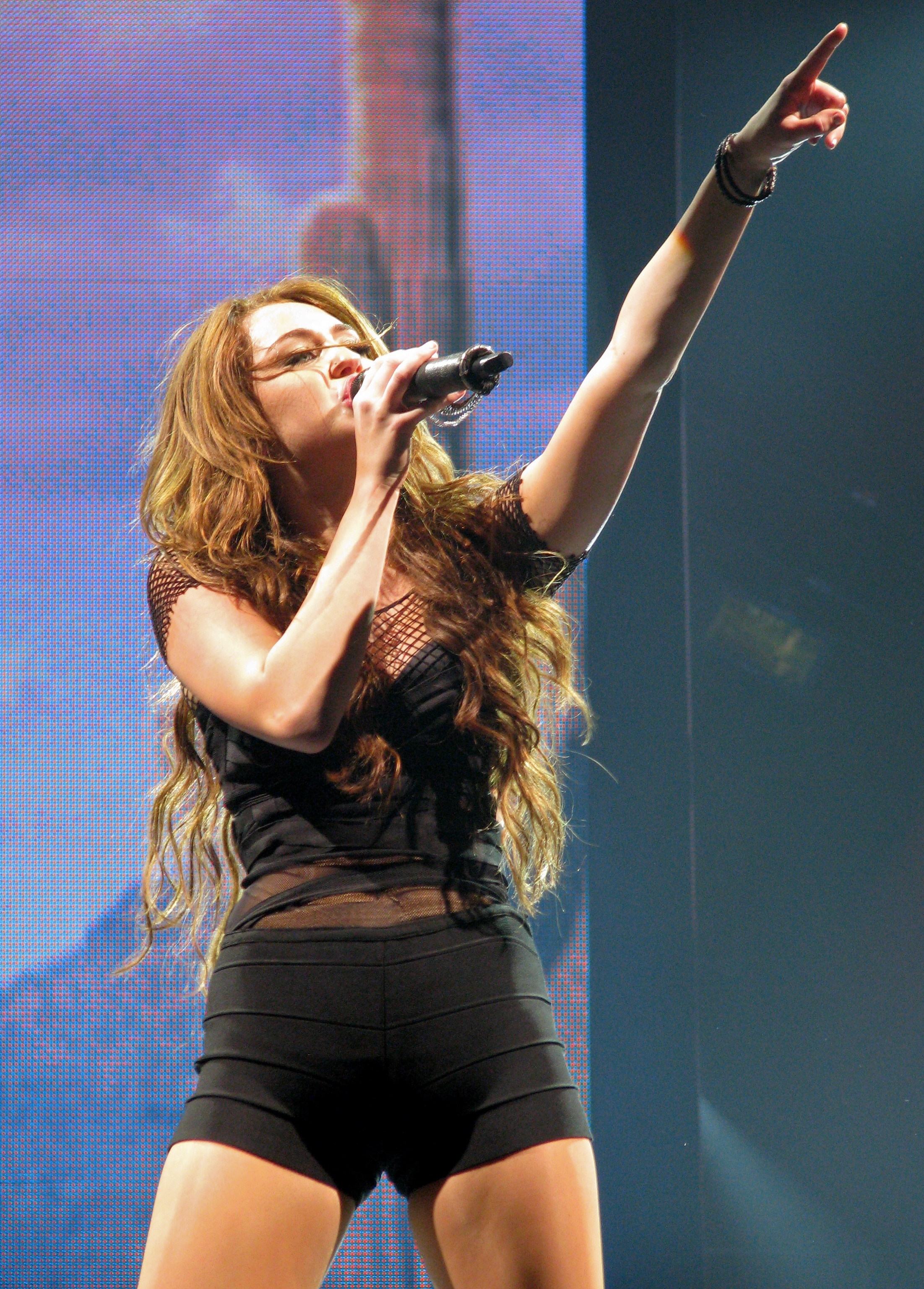
Cyrus chantant Wake Up America dans le Wonder World Tour.

La tournée de concerts a reçu des commentaires positifs de la critique en général. Le Daily Telegraph's fait l'éloge du concert, en faisant valoir que « malgré son âge relativement faible, Cyrus a montré sa capacité infaillible en tant qu'interprète. »

## Première partie du concert
Metro Station
Set list
1. Wish We Were Older
2. California
3. Now that We're Done
4. Kelsey
5. Japanese Girl
6. Control
7. Seventeen Forever
8. Shake It

## Set List du concert
1. Breakout
2. Start All Over
3. 7 Things
4. Kicking and Screaming
5. Bottom of the Ocean
6. Fly on the Wall
7. Let's Get Crazy
8. Hoedown Throwdown
9. These Four Walls
10. When I Look at You
11. Obsessed
12. Spotlight
13. Girl's Night Out

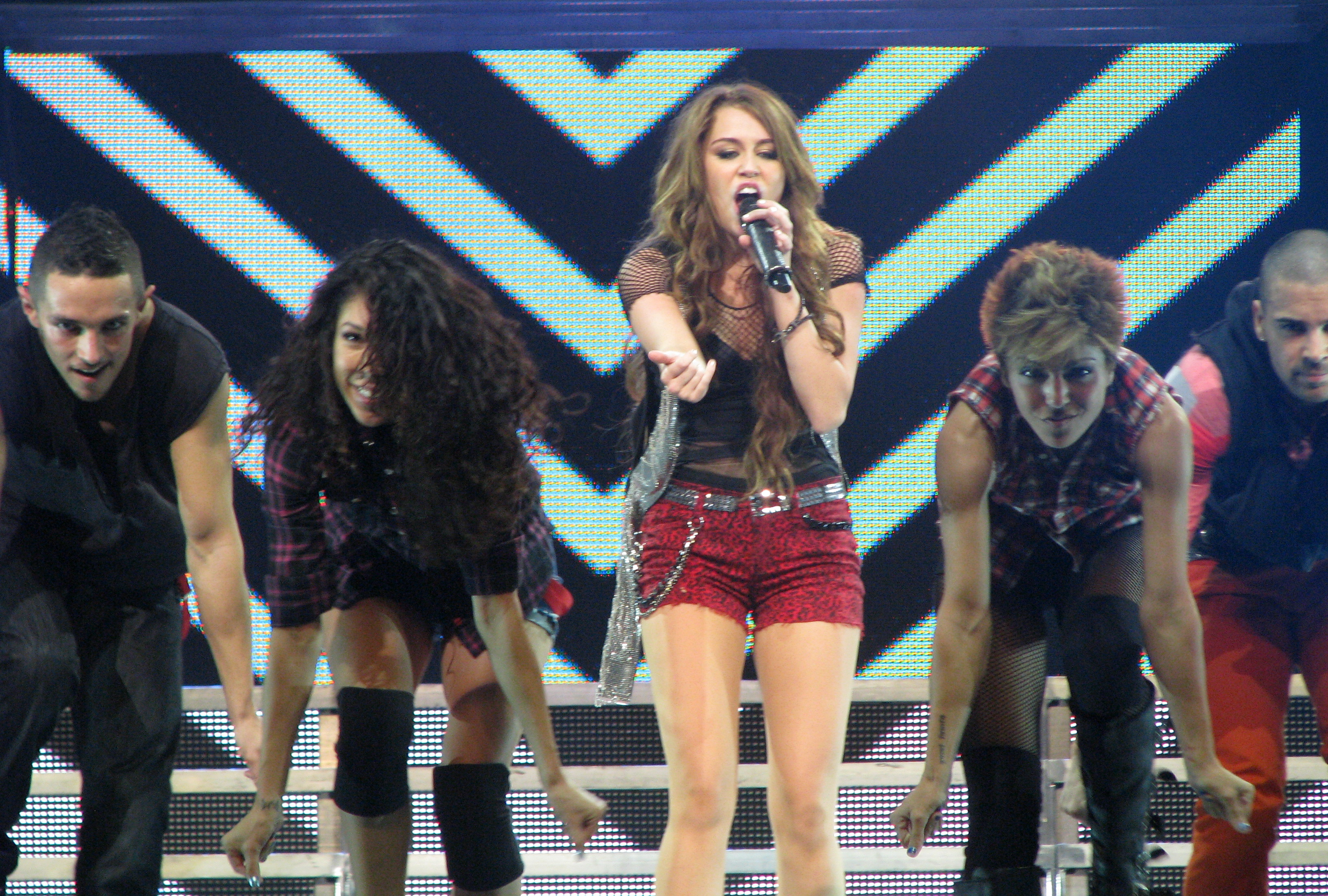
Miley Cyrus chantant Spotlight durant le Wonder World Tour.

14. I Love Rock 'N Roll (Joan Jett cover)
15. Party in the U.S.A.
16. Wake Up America (Last Performed October 9, 2009) or- "Hovering"(feat. Trace Cyrus)(Added October 10)
17. Simple Song

Rappels :
1. See You Again
2. The Climb

## Dates de concert
| Amérique du Nord     |                     |            |                               |
| 14 septembre 2009    | Portland            | États-Unis | Rose Garden                   |
| 16 septembre 2009    | Tacoma              | États-Unis | Tacoma Dome                   |
| 18 septembre 2009    | Oakland             | États-Unis | Oracle Arena                  |
| 20 septembre 2009    | San José            | États-Unis | HP Pavilion                   |
| 22 septembre 2009    | Los Angeles         | États-Unis | Staples Center                |
| 23 septembre 2009    | Anaheim             | États-Unis | Honda Center                  |
| 25 septembre 2009    | Glendale            | États-Unis | Jobing.com Arena              |
| 26 septembre 2009    | Las Vegas           | États-Unis | Thomas & Mack Center          |
| 29 septembre 2009[A] | Salt Lake City      | États-Unis | EnergySolutions Arena         |
| 6 octobre 2009       | Auburn Hills        | États-Unis | The Palace of Auburn Hills    |
| 7 octobre 2009       | Columbus            | États-Unis | Nationwide Arena              |
| 9 octobre 2009       | Des Moines          | États-Unis | Wells Fargo Arena             |
| 10 octobre 2009      | Milwaukee           | États-Unis | Bradley Center                |
| 12 octobre 2009      | Tulsa               | États-Unis | BOK Center                    |
| 13 octobre 2009[B]   | Omaha               | États-Unis | Qwest Center                  |
| 15 octobre 2009      | San Antonio         | États-Unis | AT&T Center                   |
| 17 octobre 2009[C]   | Kansas City         | États-Unis | Sprint Center                 |
| 18 octobre 2009      | Dallas              | États-Unis | American Airlines Center      |
| 20 octobre 2009      | La Nouvelle-Orléans | États-Unis | New Orleans Arena             |
| 21 octobre 2009      | Memphis             | États-Unis | FedExForum                    |
| 23 octobre 2009      | Birmingham          | États-Unis | BJCC Arena                    |
| 24 octobre 2009      | North Little Rock   | États-Unis | Verizon Arena                 |
| 27 octobre 2009      | Chicago             | États-Unis | United Center                 |
| 28 octobre 2009[D]   | Saint-Louis         | États-Unis | Scottrade Center              |
| 29 octobre 2009      | Minneapolis         | États-Unis | Target Center                 |
| 31 octobre 2009      | Louisville          | États-Unis | Freedom Hall                  |
| 1er novembre 2009    | Lexington           | États-Unis | Rupp Arena                    |
| 3 novembre 2009      | Washington, DC      | États-Unis | Verizon Center                |
| 4 novembre 2009      | Philadelphie        | États-Unis | Wachovia Center               |
| 5 novembre 2009      | University Park     | États-Unis | Bryce Jordan Center           |
| 7 novembre 2009      | Newark              | États-Unis | Prudential Center             |
| 8 novembre 2009      | Newark              | États-Unis | Prudential Center             |
| 9 novembre 2009      | Boston              | États-Unis | TD Garden                     |
| 12 novembre 2009     | Hartford            | États-Unis | XL Center                     |
| 15 novembre 2009     | Cleveland           | États-Unis | Quicken Loans Arena           |
| 16 novembre 2009     | Indianapolis        | États-Unis | Conseco Fieldhouse            |
| 18 novembre 2009     | Uniondale           | États-Unis | Nassau Coliseum               |
| 19 novembre 2009     | Uniondale           | États-Unis | Nassau Coliseum               |
| 22 novembre 2009     | Greensboro          | États-Unis | Greensboro Coliseum           |
| 24 novembre 2009     | Charlotte           | États-Unis | Time Warner Cable Arena       |
| 25 novembre 2009     | Nashville           | États-Unis | Sommet Center                 |
| 28 novembre 2009     | Columbia            | États-Unis | Colonial Life Arena           |
| 29 novembre 2009     | Atlanta             | États-Unis | Philips Arena                 |
| 1er décembre 2009    | Tampa               | États-Unis | St. Pete Times Forum          |
| 2 décembre 2009      | Miami               | États-Unis | American Airlines Arena       |
| Europe               |                     |            |                               |
| 13 décembre 2009     | Londres             | Angleterre | The O2 Arena                  |
| 14 décembre 2009     | Londres             | Angleterre | The O2 Arena                  |
| 16 décembre 2009     | Dublin              | Irlande    | The O2                        |
| 17 décembre 2009     | Dublin              | Irlande    | The O2                        |
| 19 décembre 2009     | Londres             | Angleterre | The O2 Arena                  |
| 20 décembre 2009     | Londres             | Angleterre | The O2 Arena                  |
| 22 décembre 2009     | Birmingham          | Angleterre | LG Arena                      |
| 23 décembre 2009     | Birmingham          | Angleterre | LG Arena                      |
| 27 décembre 2009     | Manchester          | Angleterre | Manchester Evening News Arena |
| 28 décembre 2009     | Manchester          | Angleterre | Manchester Evening News Arena |
| 29 décembre 2009     | Londres             | Angleterre | The O2 Arena                  |

### Box office
| Lieu                          | Ville               | Tickets vendus / disponibles | Revenus total |
| ----------------------------- | ------------------- | ---------------------------- | ------------- |
| Rose Garden                   | Portland            | 10 917 / 11 787 (93 %)       | 728 328 $     |
| Tacoma Dome                   | Tacoma              | 15 242 / 15 920 (96 %)       | 1 033 221 $   |
| Oracle Arena                  | Oakland             | 13 881 / 14 480 (96 %)       | 901 747 $     |
| HP Pavilion at San Jose       | San Jose            | 13 100 / 13 918 (94 %)       | 835 071 $     |
| Staples Center                | Los Angeles         | 14 584 / 14 584 (100 %)      | 1 055 388 $   |
| Honda Center                  | Anaheim             | 12 638 / 12 638 (100 %)      | 956 981 $     |
| Jobing.com Arena              | Glendale            | 13 755 / 13 755 (100 %)      | 993 003 $     |
| Thomas & Mack Center          | Las Vegas           | 11 426 / 12 512 (91 %)       | 718 706 $     |
| EnergySolutions Arena         | Salt Lake City      | 10 885 / 12 525 (87 %)       | 937 265 $     |
| The Palace of Auburn Hills    | Auburn Hills        | 16 142 / 16 142 (100 %)      | 1 090 009 $   |
| Nationwide Arena              | Columbus            | 14 191 / 15 135 (94 %)       | 972 592 $     |
| Wells Fargo Arena             | Des Moines          | 14 174 / 14 174 (100 %)      | 1 005 453 $   |
| Bradley Center                | Milwaukee           | 15 335 / 15 335 (100 %)      | 1 043 433 $   |
| BOK Center                    | Tulsa               | 13 151 / 14 063 (94 %)       | 937 265 $     |
| Qwest Center Omaha            | Omaha               | 13 249 / 15 092 (88 %)       | 928 176 $     |
| AT&T Center                   | San Antonio         | 15 523 / 15 523 (100 %)      | 1 059 159 $   |
| Sprint Center                 | Kansas City         | 15 525 / 15 525 (100 %)      | 1 111 178 $   |
| American Airlines Center      | Dallas              | 15 102 / 15 102 (100 %)      | 1 039 489 $   |
| New Orleans Arena             | La Nouvelle-Orléans | 15 359 / 15 359 (100 %)      | 1 029 841 $   |
| FedExForum                    | Memphis             | 12 256 / 13 010 (94 %)       | 864 662 $     |
| BJCC Arena                    | Birmingham          | 14 527 / 14 527 (100 %)      | 1 012 737 $   |
| Verizon Arena                 | North Little Rock   | 14 119 / 15 325 (92 %)       | 969 281 $     |
| United Center                 | Chicago             | 16 600 / 16 600 (100 %)      | 1 148 500 $   |
| Scottrade Center              | Saint-Louis         | 13 982 / 15 205 (92%)        | 982 909 $     |
| Target Center                 | Minneapolis         | 14 966 / 15 867 (94 %)       | 1 022 257 $   |
| Freedom Hall Coliseum         | Louisville          | 13 526 / 16 062 (84 %)       | 851 635 $     |
| Rupp Arena                    | Lexington           | 15 774 / 18 210 (87 %)       | 976 313 $     |
| Verizon Center                | Washington, D.C     | 15 846 / 15 846 (100 %)      | 1 071 917 $   |
| Wachovia Center               | Philadelphie        | 17 153 / 17 153 (100 %)      | 1 209 364 $   |
| Bryce Jordan Center           | University Park     | 12 901 / 12 901 (100 %)      | 932 270 $     |
| Prudential Center             | Newark              | 30 416 / 30 416 (100 %)      | 2 090 972 $   |
| TD Garden                     | Boston              | 14 981 / 14 981 (100 %)      | 1 111 590 $   |
| XL Center                     | Hartford            | 13 824 / 13 824 (100 %)      | 1 000 448 $   |
| Quicken Loans Arena           | Cleveland           | 15 774 / 16 567 (95 %)       | 1 072 833 $   |
| Conseco Fieldhouse            | Indianapolis        | 14 920 / 14 920 (100 %)      | 1 018 200 $   |
| Nassau Coliseum               | Uniondale           | 29 277 / 29 277 (100 %)      | 2 002 982 $   |
| Greensboro Coliseum           | Greensboro          | 17 597 / 17 597 (100 %)      | 1 182 082 $   |
| Time Warner Cable Arena       | Charlotte           | 15 553 / 15 553 (100 %)      | 1 048 004 $   |
| Bridgestone Arena             | Nashville           | 14 692 / 14 692 (100 %)      | 1 040 794 $   |
| Colonial Life Arena           | Columbia            | 14 557 / 14 557 (100 %)      | 1 018 682 $   |
| Philips Arena                 | Atlanta             | 15 000 / 15 000 (100 %)      | 1 041 720 $   |
| St. Pete Times Forum          | Tampa               | 14 730 / 14 730 (100 %)      | 1 035 875 $   |
| American Airlines Arena       | Miami               | 15 819 / 15 819 (100 %)      | 1 098 931 $   |
| The O2 Arena                  | Londres             | 80 679 / 80 679 (100 %)      | 11 081 900 $  |
| The O2                        | Dublin              | 17 495 / 17 495 (100 %)      | 3 134 370 $   |
| LG Arena                      | Birmingham          | 25 635 / 25 635 (100 %)      | 3 494 140 $   |
| Manchester Evening News Arena | Manchester          | 32 926 / 32 926 (100 %)      | 4 268 120 $   |
| Total                         | Total               | 707 508 / 728 943 (97 %)     | 67 159 793 $  |